# Nordgau (Bayern)
Die Landschaftsbezeichnung Nordgau umfasste seit dem 7. Jahrhundert n. Chr. die Gebiete nördlich der Donau zwischen Neuburg an der Donau und Regensburg, die später bis zum oberen Main und seit 1060 in das Egerland ausgedehnt wurden. Nach einer Himmelsrichtung kann der Nordgau nicht benannt sein, denn für die Franken lag der Gau im Osten und nicht im Norden. Wie alle anderen Gaue wurde der Nordgau nach einem Gewässer benannt, wie zum Beispiel Sualafeld nach der Schwalb (Nebenfluss der Wörnitz) und Rangau nach der Rannach (Nebenfluss der Aisch). Der Nordgau war nach Alois Pabst der Siedlungsraum Narkau/Norkau des Volksstammes Narister, den schon Tacitus (+ um 120 nach Chr.) erwähnt hat. Und die Narister nannten sich nach dem Fluss Naarn (genannt 852: Nardina), der östlich von Linz in die Donau mündet. Der Wechsel von o zu a beweist vorkeltische Herkunft. Nardina ist aus Nordina entstanden.
Das Gebiet stand im Laufe der Zeit unter der Herrschaft der Karolinger, der Luitpoldinger, der Markgrafen von Schweinfurt (939–1003), der Grafen von Sulzbach und der Diepoldinger-Rapotonen. Ende des 12. Jahrhunderts fassten die Grafen von Wittelsbach Fuß, die 1255 als Herzöge von Bayern den größeren Teil des Gebietes erwerben konnten und in ihr Herzogtum eingliederten. Als Folge der wittelsbachischen Zweiteilung des Jahres 1329 veränderte sich der Name in Oberpfalz.
Die Bezeichnung Nordgau lässt sich erstmals unter den Karolingern in den Reichsteilungsplänen Karls des Großen aus dem Jahr 806 und Ludwigs des Frommen aus den Jahren 817 und 839 urkundlich nachweisen.

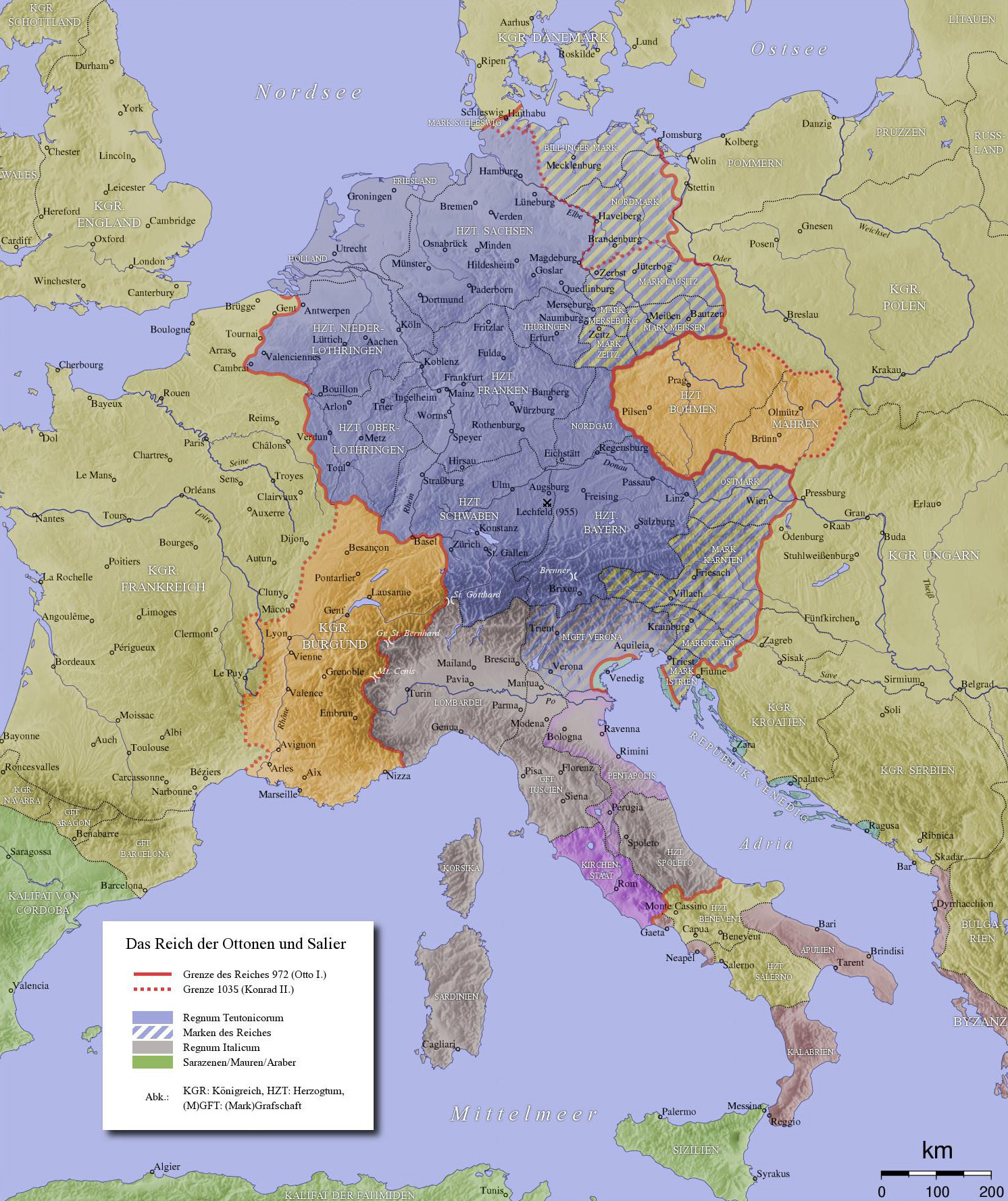
Heiliges Römisches Reich Deutscher Nation im 10. Jahrhundert

## Herausbildung

Karte des Nordgaus (Nortgowe) um 1055

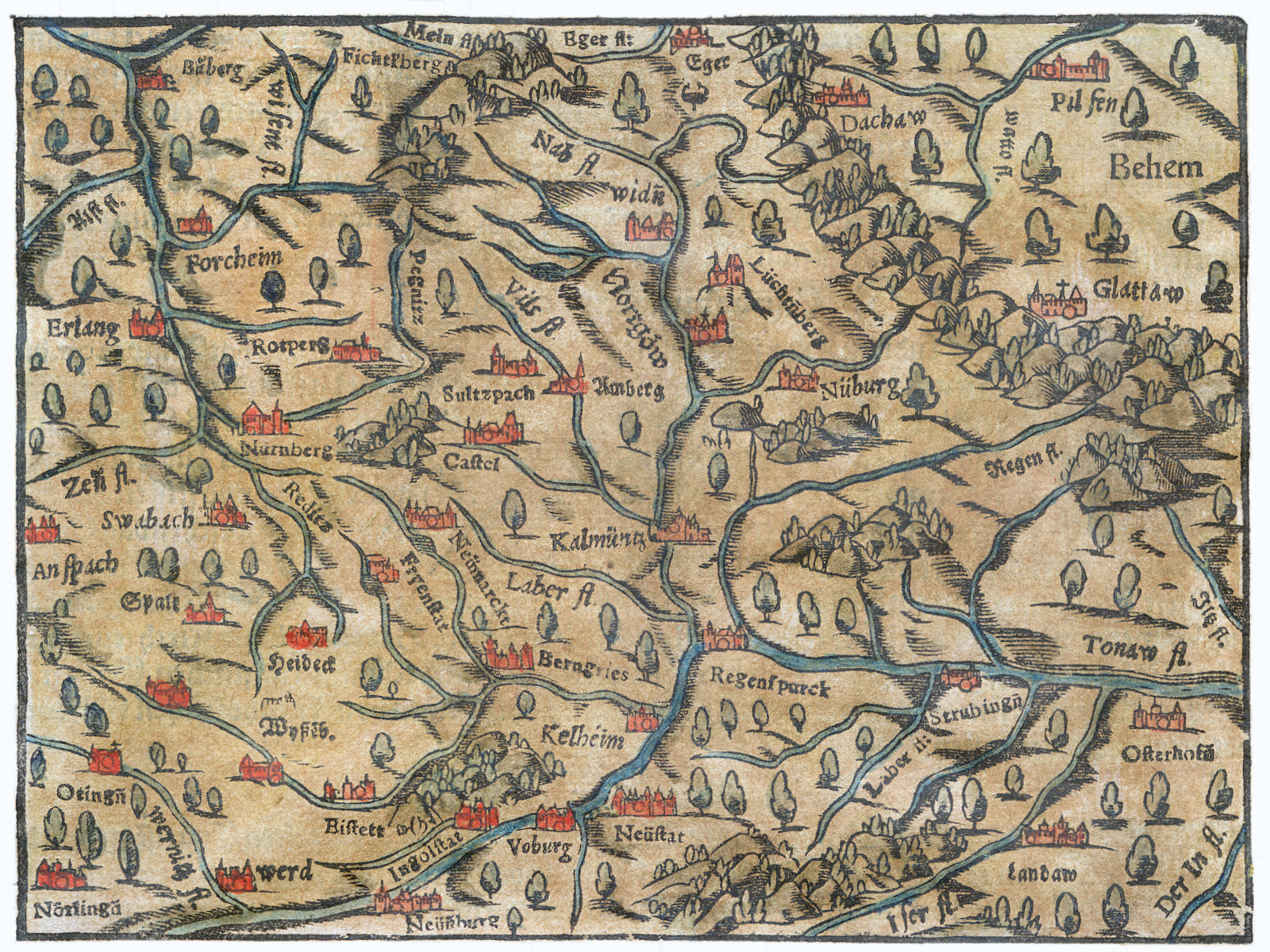
Karte des Nordgaus, Cosmographia von Sebastian Münster, 1628

Nach der Völkerwanderungszeit, die seit dem Jahr 450 nach Christi Geburt allmählich abklang, beginnt die mit urkundlichen Quellen belegbare Geschichte des östlichen Frankens. Aus diesen Quellen lassen sich die Ereignisse jener Zeit in dem Gebiet, zu dem die heutige Oberpfalz, Unter-, Mittel- und Oberfranken gehören, annähernd nachvollziehen.
Der Nordgau entwickelte sich in dem Francōnia orientālis genannten Gebiet nördlich der Donau und der Castra Regina bis an den Main und reichte bis in den Böhmerwald nach Osten. Einer der alten mit Namen bekannten Volksstämme, die dort siedelten, waren neben den Kelten und Armalausi die Varisker, deren Stadt Hof als curia Variscorum auf der spätrömischen Tabula Peutingeriana eingezeichnet ist.
Die frühmittelalterliche vorchristliche Bevölkerung des Nordgaus war, belegt in Chroniken und Urkunden, durch archäologische Funde und die Forschungsergebnisse zur Herkunft der Orts-, Fluss- und Bergnamen, unterschiedlicher ethnischer Herkunft; Kelten, Westslawen, Franken und Bajuwaren dominierten.
Chlodio, der erste König der Franken, hatte in dieser Landschaft, die bis zu den Grenzen des Siedlungsgebietes der Thüringer reichte, Herrschaftsbesitz. Das damalige Gebiet der Thüringer lag östlich der Franken und nördlich der Alamannen, erstreckte sich bis an die Fränkische Saale, den Main, die Tauber, das Flussgebiet der Werra und überlappte sich mit Siedlungsgebieten westslawischer Stämme im Flussgebiet der Saale.
Unter Karl dem Großen (768–814) wurde das Gebiet Francōnia orientālis, d. h. die Flussgebiete des Mains, der Regnitz und der Pegnitz bis zum Böhmerwald, erobert und in das Fränkische Reich eingegliedert. Im Reichsteilungsgesetz des Jahres 806, der Divisio Regnorum, wurden jene Gebiete genauer beschrieben, die sein Sohn Karl erben sollte. Daraus geht hervor, dass Karl der Große die Gebiete links des Mittellaufs der Donau bis zu den Siedlungsgebieten der Slawen als „Nordgau“ bezeichnete,  einschließlich der beiden Höfe Ingolstadt („Ingoldestadt“) und Lauterhofen („Lutrahahof“), die zum Nordgau gehörten („et pertinent ad pagum, qui dicitur Northgowe“) und die Herzog Tassilo III. von Bayern zu Lehen hatte. Karl der Große schickte die Reichsteilungsurkunde, die von den fränkischen Gefolgsleuten eigenhändig unterschrieben und durch Eidesleistung zur Gefolgschaft bekräftigt wurde, als Unterwerfungsgeste und Anerkennung der Oberhoheit des Papstes an den Vatikan in Rom. Der Gesandte Karls des Großen, Einhard, legte sie Papst Leo III. (795–816) zur Genehmigung und Unterschrift vor.

## Aufbau der Verwaltung
Der Missionar Bonifatius und seine Nachfolger intensivierten die Christianisierung. Es entstanden in kurzer Folge das Bistum Regensburg (739), das Bistum Würzburg (741), das Bistum Eichstätt (741) und die kurzlebigen Bistümer Büraburg (742) und Erfurt (742) mit nachfolgender Verschiebung der Grenzen der einzelnen Diözesen.
Im 8. Jahrhundert wurde ein Gebiet zwischen der Regnitz, der fränkischen Schwabach, der Pegnitz und dem Böhmerwald als Ostgrenze aus der Verwaltung des Bistums Würzburg, das damals die drei Archidiakonate Volkfeld, Sualafeld und Iffgau umfasste, dem Bistum Eichstätt angegliedert. Es wurde Nordgau genannt mit der Pegnitz als nördlicher Grenze. In diesem aus dem Bistum Würzburg abgetrennten Gebiet entwickelte sich unter den Nachfolgern Kaiser Karls des Großen der Radenzgau, in dem 1007 unter König Heinrich II. das Bistum Bamberg entstand. Nach der Kaiserkrönung Heinrichs II. 1014 kam ein Teil des Gebietes als Geschenk zum kurz zuvor gegründeten Bistum Bamberg.
Während der Entstehung des Heiligen Römischen Reiches und nach der Reichsteilung im 10. Jahrhundert war der Nordgau vom Radenzgau mit der Grenzlinie der fränkischen Schwabach im Norden, vom Flusslauf der Regnitz im Westen und von dem der Pegnitz im Süden in gerader Linie verlaufend bis in das Künische Gebirge im Osten begrenzt.
Während des Hochmittelalters erweiterte sich der Nordgau im Süden mit dem Altmühltal bis Neuburg und Ingolstadt, nach Westen bis Nürnberg, nach Osten bis an die Naab und im Norden mit zunehmender Besiedlung bis in das Egerland, das damals aus dem Egerbecken, dem späteren Sechsämterland und dem Elsterland um die Orte Adorf und Markneukirchen (im heute sächsischen Vogtland) bestand und zum Bistum Regensburg gehörte.

## Zerfall
Bereits im 11. Jahrhundert begannen besitzrechtliche Veränderungen des Nordgaus, als ihn Diepold II. von Vohburg und sein Sohn Diepold III. von Vohburg, Markgrafen im Nordgau, durch Kolonisation in das Gebiet des Egerbecken ausdehnten und ihn 1125 durch den Ausbau einer älteren slawischen Burg am Burgberg in Eger sicherten. Diese Burg gelangte 1167 mit Teilgebieten des Egerlandes durch Erbschaft an Kaiser Barbarossa und damit über einen längeren Zeitraum in den Besitz der Staufer. Mit der eindrucksvoll ausgebauten Kaiserburg erhielt die Stadt Eger den Status einer Reichsstadt.
Nach den Diepoldingern gehörten Teile des Nordgaus verschiedenen Adelsfamilien. Den Grafen von Wittelsbach gelang es 1255, einen großen Teil des Nordgaus in ihren Herrschaftsbereich einzubeziehen, sie grenzten dieses Gebiet aber nicht mehr mit der Bezeichnung Nordgau ab.
Zu einer weiteren Auflösung der alten Grenzen kam es, als Kaiser Ludwig der Bayer im Jahre 1322 das Egerland im nordöstlichen Teil des Nordgaus an Böhmen verpfändete und im Hausvertrag von Pavia 1329 den größeren Teil seines Besitzes im Nordgau der rheinpfälzischen Linie der Wittelsbacher übergab. Das führte, von der Rheinpfalz aus gesehen, zu der Bezeichnung „die obere Pfalz“ (Oberpfalz), die nach Beginn des Dreißigjährigen Krieges und der Rekatholisierung in Bayern 1628 unter Maximilian I. an das Kurfürstentum Bayern zurückgeführt wurde.
Unter dem Namen Nordgau verstand man im Laufe der nachfolgenden Zeit ein zu Baiern gehörendes Landschaftsgebiet nördlich der Donau. Die Bezeichnung lebte fort und hielt eine verklärende Erinnerung an den alten geschichtlichen Raum wach. Noch Mitte des 16. Jahrhunderts wurde in einem Anhang einer Chronik der Stadt Eger (Cheb) das Gebiet um die Stadt als „Nordgau“ bezeichnet, vermutlich, um die Zugehörigkeit zu Bayern zu betonen, obwohl das Egerland als Pfand nicht mehr eingelöst und in Westböhmen eingegliedert wurde. Die Mundart und die kulturelle Prägung der Egerländer sind bis heute denen der Oberpfälzer ähnlich.

## Tradition und Erinnerung
- Weißenburg in Bayern (heute zu Mittelfranken gehörig) wurde neuzeitlich Weißenburg im Nordgau genannt.
- Seit dem Jahr 1930 – mit Unterbrechung in den Jahren 1936 bis 1951 – finden regelmäßig Nordgautage, Festlichkeiten in traditionellem Rahmen, statt. Der 36. Nordgautag war 2006 in Nittenau, 2008 war Tirschenreuth Gastgeber, 2009 war aufgrund des 975-jährigen Jubiläums der Stadt ein Nordgautag in Amberg in der Oberpfalz.
- 1956 erhielt der Maler Franz Gruss den Nordgau-Kulturpreis.
- 1960 erhielt der Historiker Anton Ernstberger die Nordgau-Ehrenplakette.
- 1969 erhielt der Genealoge Adolf Fischer die Goldene Ehrennadel der Oberpfälzer Arbeitsgemeinschaft Bayerischer Nordgau.
- Die Bayerischen Staats-Eisenbahnen gaben einer Lokomotive den Namen Nordgau. Sie steht als älteste erhaltene Lokomotive Deutschlands (Bayerische B V) im Verkehrsmuseum Nürnberg.
- 1967 wurde die Bundeswehrkaserne in Cham Nordgaukaserne benannt.